# Gunung Jampang
Gunung Jampang is een bestuurslaag in het regentschap Garut van de provincie West-Java, Indonesië. Gunung Jampang telt 2778 inwoners (volkstelling 2010).